# Epsilon Scorpii
Pour les articles homonymes, voir Epsilon (homonymie).
Désignations
Epsilon Scorpii (ε Scorpii / ε Sco), formellement nommée Larawag, est une étoile géante orangée de la constellation du Scorpion.
Elle est également parfois nommée Wei.